# روبرت ر. وليامز
روبرت ر. وليامز (بالإنجليزية: Robert R. Williams)‏ هو كيميائي أمريكي، ولد في 16 فبراير 1886 في نيلور في الهند، وتوفي في 2 أكتوبر 1965 في سوميت في الولايات المتحدة.